# Concili del Laterà V

Bulla monitorii et declarationis

El cinquè Concili del Laterà es va celebrar entre 1512 i 1517 presidit pels papes Juli II i, a la seva mort, Lleó X. Es va centrar a refermar el poder eclesiàstic romà, amenaçat des de França, amb mesures com l'obligació que cada llibre imprès fos aprovat per l'Església, mesura que desembocaria en la creació de l'Index librorum prohibitorum per mirar de donar una solució definitiva als problemes que la impremta estava causant a l'Església. També va proclamar que cada persona tenia una ànima única i immortal, enfront certs corrents cristians que ho posaven en dubte.